# Audrey Gogniat
Audrey Gogniat, née le 30 octobre 2002 au Noirmont, est une tireuse sportive suisse. Elle est médaillée de bronze lors des Jeux olympiques d'été de 2024.

## Biographie
Audrey Gogniat naît le 30 octobre 2002 au Noirmont, dans le canton du Jura. Elle a une sœur aînée et un frère cadet.
Son père, Roland Gogniat, également tireur sportif, vient du Locle, dans le canton de Neuchâtel ; sa mère, prénommée Évelyne, du Jura,.
Elle passe son enfance au Noirmont et fait ses études gymnasiales à La Chaux-de-Fonds, dans le canton de Neuchâtel.

## Parcours sportif
Pratiquant d'abord l'équitation, elle se met au tir après une blessure.
À peine un an après être passée professionnelle en 2022, Audrey Gogniat remporte l'or par équipes lors des Jeux européens de 2023. Quelques semaines plus tard, elle se place 6e des Championnats du monde.
Aux Jeux olympiques d'été de 2024, elle entre en finale du tir à la carabine à air comprimé à 10 m avec la 3e place des qualifications et 632.6 points. En finale, elle remporte la médaille de bronze avec 230.3 points derrière la Sud-Coréenne Ban Hyo-jin et la Chinoise Huang Yuting. C'est la première médaille de la Suisse lors de ces Jeux.

## Palmarès

### Jeux olympiques
- médaille de bronze en carabine à air comprimé 10 m individuel en 2024 à Paris,  France

### Jeux européens
- médaille d'or en carabine à air comprimé 10 m par équipes en 2023 à Cracovie,  Pologne

### Championnats d'Europe
- médaille de bronze en carabine à air comprimé 10 m individuel en 2024 à Győr,  Hongrie